# Divisão da Coreia

A península coreana, em primeiro lugar dividida ao longo do paralelo 38, que mais tarde ao longo da linha de demarcação

A divisão da Coreia em Coreia do Norte e Coreia do Sul resulta da vitória dos Aliados na II Guerra Mundial de 1945, terminando o domínio colonial de 35 anos do Japão na Coreia. Em uma proposta que obteve a oposição de quase todos os coreanos, os Estados Unidos e a União Soviética concordaram em ocupar temporariamente o país com uma tutela com a zona demarcada de controle ao longo do paralelo 38. O objetivo desta tutela foi o de estabelecer um governo coreano provisório, que viria a ser "livre e independente no devido tempo." Embora as eleições fossem agendadas, as duas superpotências apoiaram líderes diferentes e dois estados foram estabelecidos de forma eficaz, cada qual reclama a soberania sobre toda a península coreana.
Em 1950, após anos de hostilidades mútuas, a Coreia do Norte invadiu a Coreia do Sul na tentativa de reunificar a península sob seu domínio comunista. A subsequente Guerra da Coreia, que durou de 1950 a 1953, terminou em um impasse e deixou a Coreia dividida pela Zona Desmilitarizada da Coreia (DMZ) até os dias atuais.

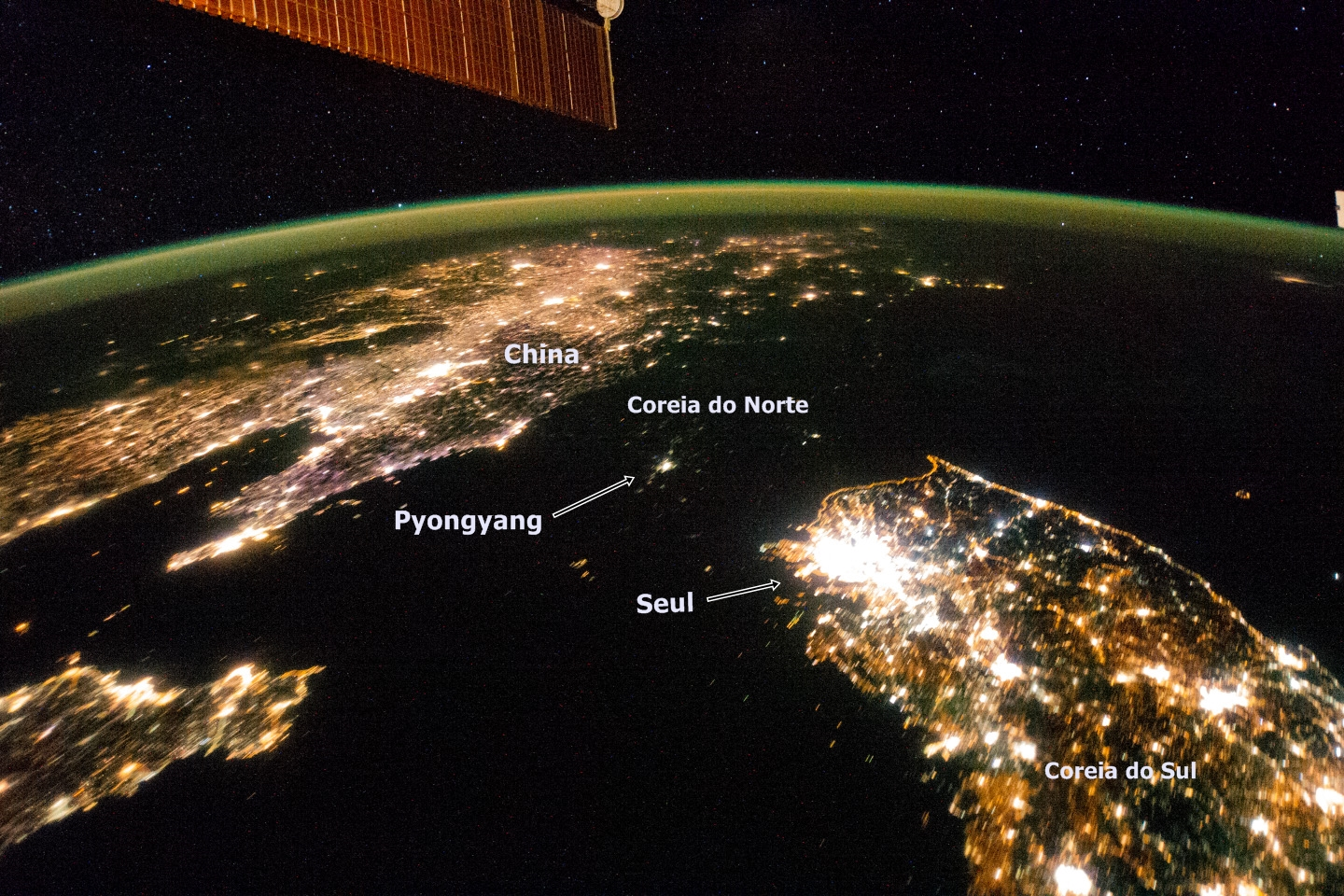
A divisão é claramente visível do espaço referente à quantidade de luz emitida entre as duas regiões.

A Guerra da Coreia (1950) deixou as duas Coreias, separadas pela Zona Desmilitarizada Coreana, mantendo-se tecnicamente em guerra durante a Guerra Fria até os dias atuais. A Coreia do Norte é um Estado socialista, muitas vezes descrito como stalinista e isolacionista. Sua economia inicialmente teve um crescimento substancial, mas entrou em colapso na década de 1990, ao contrário do seu vizinho socialista - China. A Coreia do Sul surgiu, após décadas de regime autoritário, como uma democracia liberal capitalista, com uma das maiores economias do mundo. 
Desde a década de 1990, os sul-coreanos com administrações progressivamente liberais, assim como a morte do fundador norte-coreano Kim Il-sung, os dois lados deram pequenos passos no sentido simbólico de uma possível reunificação coreana.

## História

A Coreia como parte do Império do Japão, em 1939.

### Domínio japonês (1910-1945)
Com o fim da Guerra Russo-Japonesa em 1905, a Coreia tornou-se um protetorado por meio do Tratado de Eulsa e foi anexada oficialmente pelo Japão em 1910, com a assinatura do Tratado de Anexação Japão-Coreia.

### Fim da Segunda Guerra Mundial (1939-1945)
Em novembro de 1943, Franklin Roosevelt, Winston Churchill e Chiang Kai-shek se reuniram na Conferência do Cairo para discutir o que deveria acontecer às colônias do Japão, e concordaram que este deveria perder todos os territórios que havia conquistado pela força. Na declaração após esta conferência, a Coreia foi mencionada pela primeira vez. Os três poderes declararam que "consciente da escravização do povo da Coreia [estamos] determinados que, em devido tempo, a Coreia se tornará livre e independente."
Para os nacionalistas coreanos que desejavam a independência imediata, a expressão "em devido tempo" foi motivo de desânimo. Roosevelt propôs ao líder da União Soviética, Joseph Stalin, de três a quatro anos decorridos antes da completa independência da Coreia; Stalin negou, dizendo que um curto período de tempo seria desejável. Em todo o caso, a discussão da Coreia entre os Aliados não seria retomada até que a vitória sobre o Japão fosse iminente.

#### Invasão soviética da Manchúria
Com o fim da guerra à vista em agosto de 1945, ainda não havia consenso sobre o destino da Coreia entre os líderes aliados. Muitos coreanos na península haviam feito os seus próprios planos para o futuro da Coreia, e alguns desses planos incluíam a re-ocupação da Coreia por forças estrangeiras. Após o bombardeio atômico de Hiroshima, em 6 de agosto de 1945, soldados soviéticos invadiram a Manchúria, conforme o acordo de Stalin com Harry Truman na Conferência de Potsdam.
No entanto, os líderes americanos temiam que toda a península pudesse ser ocupada pela União Soviética, e que isto poderia levar a uma ocupação soviética do Japão. As forças soviéticas chegaram primeiramente na Coreia, mas ocuparam apenas metade do norte, parando no Paralelo 38 N, após um acordo com os Estados Unidos.
Em 10 de agosto de 1945, dois jovens oficiais - Dean Rusk e Charles Bonesteel - foram designados para definir uma zona de ocupação norte-americana. Trabalhando em aviso extremamente curto e completamente despreparados, eles utilizaram um mapa da National Geographic para decidir sobre o paralelo 38. Eles escolheram este nome porque ele dividiu o país em aproximadamente a metade, mas deixaria a capital, Seul, sob o controle americano. Nenhum especialista sobre a Coreia foi consultado. Os dois homens não sabiam que nos 40 anos anteriores, Japão e Rússia haviam discutido a partilha da Coreia ao longo do mesmo paralelo. Rusk disse mais tarde que se soubesse, ele "quase certamente" teria escolhido uma linha diferente. Independentemente disso, a decisão foi escrita às pressas na "Ordem Geral Nº 1" para a administração do Japão pós-guerra.
O General Nobuyuki Abe, o último Governador da Coreia, de origem japonesa, havia estado em contato com um número de coreanos influentes desde o início de agosto de 1945, para preparar uma transferência de poder. Em 15 de agosto de 1945, Yuh Woon-Hyung, um político moderado de esquerda, concordou em assumir. Ele estava encarregado de preparar a criação de um novo país e trabalhou duro para construir as estruturas governamentais. Em 06 de setembro de 1945, um congresso de representantes foi convocado em Seul. A fundação de um Estado moderno coreano ocorreu apenas três semanas após a rendição japonesa. O governo foi predominantemente de esquerda; muitos daqueles que haviam resistido ao domínio japonês identificaram-se com as ideias do comunismo sobre o imperialismo e o colonialismo.